# Kościół Nawiedzenia Najświętszej Maryi Panny i klasztor bernardynów w Kole

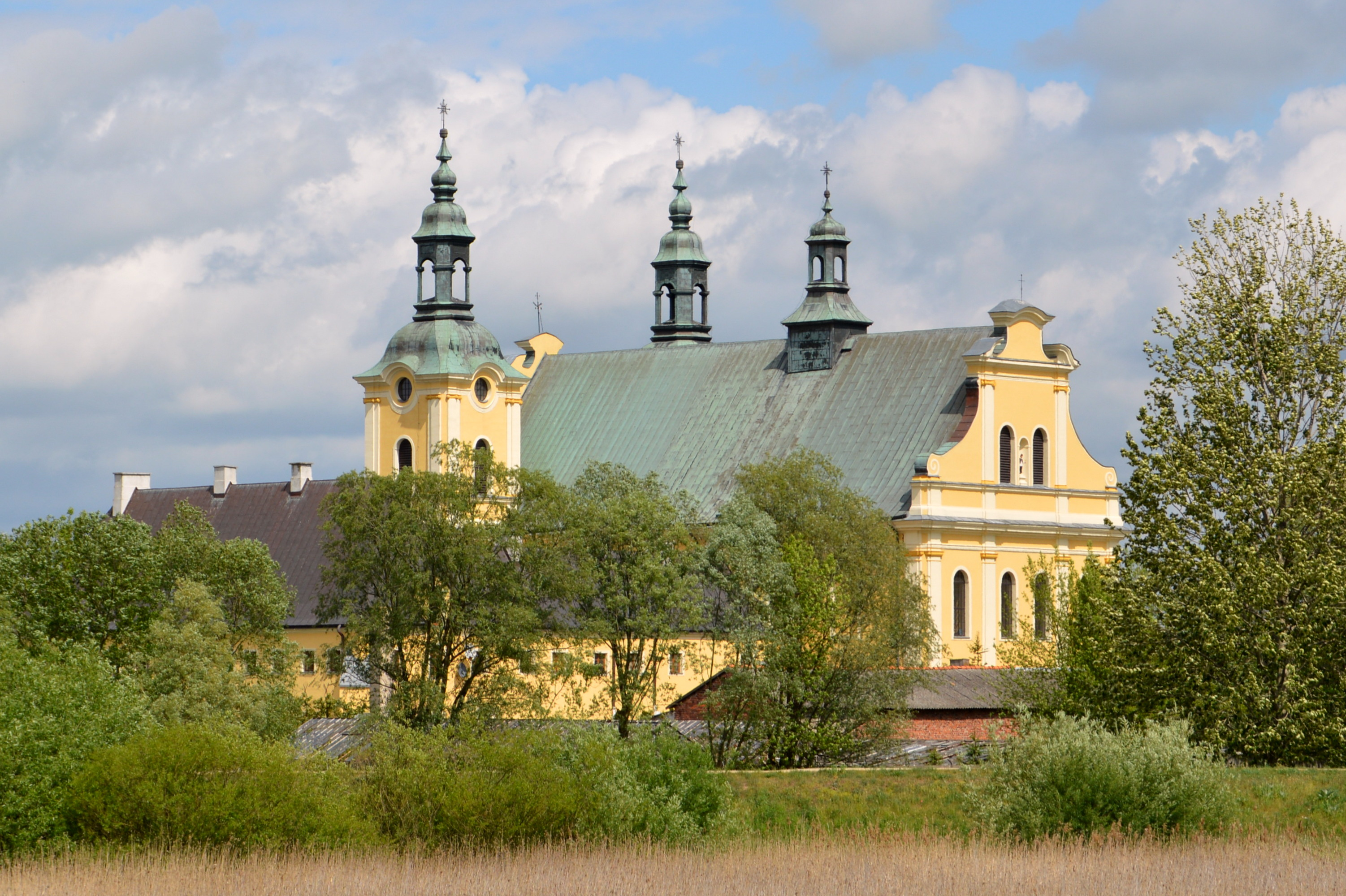
Kościół i klasztor bernardynów

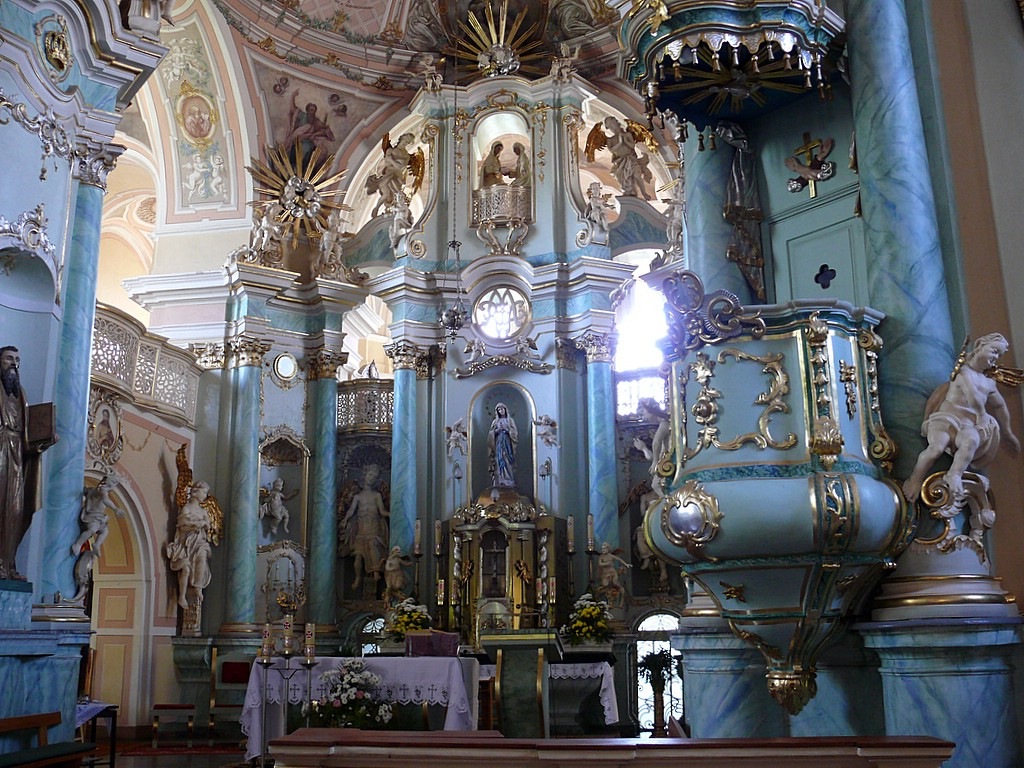
Ołtarz główny w kościele

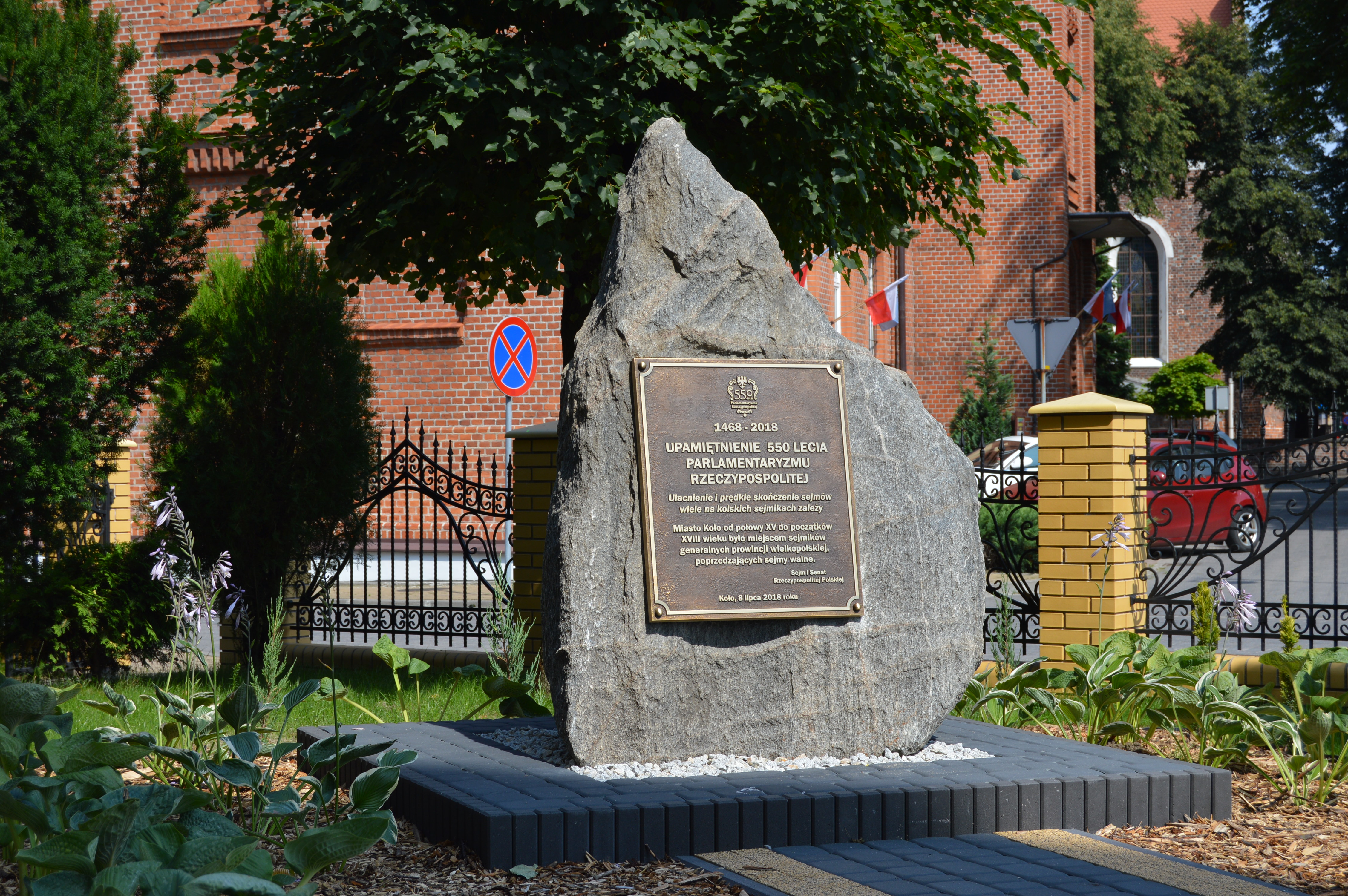
Tablica upamiętniająca 550-lecie polskiego parlamentaryzmu przed kościołem

Kościół Nawiedzenia Najświętszej Maryi Panny i klasztor bernardynów w Kole – późnogotycki i późnobarokowy kompleks klasztorny z XV i XVIII wieku w Kole. Od XV wieku do 1716 roku w klasztornym refektarzu odbywały się sejmiki ziemskie szlachty z całej prowincji wielkopolskiej.

## Historia
Zakon bernardynów według reguły św. Franciszka został sprowadzony do Koła przez starostę kolskiego Jana Hińczę z Rogowa w 1466 roku. Bulla fundacyjna kolskiego klasztoru została wystawiona przez papieża Pawła II 2 lipca 1466 roku. Pierwotny kościół gotycki został rozebrany w 1773 roku. Najprawdopodobniej był niewielką, jednonawową świątynią o szerokości prawdopodobnie 8,5 metra. W dolnych partiach do budowy użyto ciosów kamiennych i cegły w układzie gotyckim.
Protektorką i jedną z fundatorów klasztoru była księżna sochaczewska i tenutariuszka kolska Anna. Obdarowała ona kościół kielichami, szatami oraz przekazała na jego rzecz ponad 50 florenami. W podzięce za jej wielką dobroczynność, ciało księżnej, zostało pochowane przed wielkim ołtarzem, a jej imię umieszczono na czele listy dobroczyńców jako „nadzwyczajnej dobrodziejki”. Wśród dobroczyńców kościoła bernardynów znajdowało się wielu spośród kolskiej szlachty. Do nich należał także kasztelan lądzki Stanisław Wysocki, który po śmierci Zygmunta II Augusta przyjął w Budzisławiu koło Koła francuskiego posła biskupa z Walencji. Tenże Wysocki jest fundatorem kaplicy Świętej Anny, gdzie też został pochowany.  
Nie zachowały się dokumenty z historii kościoła klasztornego. Wiadomo jednak, że w refektarzu klasztornym odbywały się generalia szlachty z całej prowincji wielkopolskiej.   
W niektórych okresach istnienia klasztoru działał w nim nowicjat zakonny oraz studium teologiczne zakonnej prowincji.  
Kolski klasztor cieszył się licznymi przywilejami królewskimi. Jan II Kazimierz Waza zatwierdził w 1650 w Warszawie wszystkie dotychczas wydane przez swoich poprzedników przywileje, m.in. prawo do nieograniczonego wyrębu drzewa w lasach i nieodpłatnego mielenia w młynach. 
Niszczycielskie działanie rzeki Warty spowodowało prawie doszczętne zniszczenie pierwotnych zabudowań kościoła i klasztoru. W związku z czym w XVIII wieku dokonano prawie całkowitej przebudowy. 17 września 1788 roku arcybiskup gnieźnieński Józef Korytowski konsekrował nowy kościół, pozostający w dalszym ciągu pod wezwaniem Najświętszej Panny Marii. Tego samego dnia wprowadzono uroczyście istniejące od 1593 r. Bractwo Świętej Anny oraz istniejące od 1704 r. Bractwo Świętego Antoniego z Padwy.
W 1818 w klasztorze urządzono lazaret dla żołnierzy rosyjskich, oficerem za niego odpowiedzialnym był lekarz wojskowy o nazwisku Waycholtz. Podczas powstania styczniowego, 6 maja 1863 roku pod kolskim klasztorem miała miejsce zwycięska dla powstańców bitwa, a w klasztorze urządzono wtedy prowizoryczny lazaret. Po powstaniu styczniowym kolski klasztor stał się tzw. klasztorem etatowym, do którego zwożono zakonników z innych, likwidowanych klasztorów w Królestwie Polskim. Do Koła przeniesiono zakonników z Warszawy, Paradyża, Warty i Kazimierza Biskupiego.
W 1904 roku w kolskim klasztorze mieszkało tylko 8 zakonników (5 ojców i 3 braci). Po śmierci ostatniego z nich, do Koła sprowadzono bernardynów ze Lwowa.
Od lipca 1939 roku w kolskim klasztorze pracowali gwardian – o. Wiktoryn Rudolf oraz o. Albin Białogłowski, o. Ludwik Krupa, br. Klemens Kędzior i br. Gabriel Drzystka. 29 sierpnia 1939 roku w kościele klasztornym została odprawiona msza w intencji „pokoju lub zwycięstwa”. Podczas kampanii wrześniowej kolski klasztor prowadził akcję charytatywną oraz udzielał schronienia rannym i uchodźcom. W klasztorze zakwaterowano na krótko m.in. rannych z bombardowania pociągu ewakuacyjnego z Krotoszyna z 2 września 1939 roku. 
Od 18 września 1939 roku część klasztoru zajęła niemiecka żandarmeria, później sprowadzono także rodziny żandarmów. Zakonnicy mieszkali w tym czasie razem, a klauzura została zniesiona. Gdy Niemcy ogłosili zwycięstwo w kampanii wrześniowej, klasztor i pobliska fara zostały zmuszone przez okupantów do bicia w dzwony. W grudniu 1939 roku do klasztoru wrócił o. Albin, który we wrześniu przebywał na kuracji w Truskawcu. W styczniu 1940 roku z Koła wyjechał natomiast o. Ludwik, który został profesorem teologii w Kalwarii Zebrzydowskiej. W kwietniu 1940 roku zabroniono bernardynom chodzić w habicie, a msze zezwolono odprawiać tylko raz w tygodniu.
26 sierpnia 1940 roku przygotowujący się do ucieczki zakonnicy zostali aresztowani przez okupantów, a następnie wywiezieni do Oranienburga, a we wrześniu 1941 roku do Dachau. Ojciec Wiktoryn i brat Władysław zmarli w 1942 roku  w Dachau, natomiast o. Albin przeżył uwięzienie i po zakończeniu wojny wyemigrował do Stanów Zjednoczonych. Jakiś czas po aresztowaniu zakonników klasztorem zaopiekowała się Prowincja Wniebowzięcia NMP, która przysłała do Koła o. Alojzego Jańskiego. Następnie jego zastępcą został o. Bazyli Aleksa, który przystąpił jednak do kościoła narodowego i jako apostata został usunięty z zakonu. Aleksa przebywał w klasztorze przez kilka miesięcy, dopóki o. Ludwik Krupa nie powiadomił innych o jego usunięciu z zakonu. Ostatecznie Aleksa został usunięty przez okupantów niemieckich za „nieodpowiednie prowadzenie się”, chociaż nosił on podczas okupacji opaskę ze swastyką.
W okresie okupacji niemieckiej na podwórzu klasztoru wybudowano dwa duże baraki, w budynkach gospodarczych trzymano konie i bydło należące do miejscowego landrata Wachta. W klasztornym refektarzu przetrzymywano zatrzymanych w łapankach Polaków, w budynkach klasztoru utworzono także przychodnię, a w samym kościele skład mebli i sprzętu domowego. W jednej z kaplic działał warsztat samochodowy. Na placu pomiędzy klasztorem i dawnym budynkiem liceum wybudowano ocieplany barak mieszkalny, w którym mieściły się biura i gabinety lekarskie, podczas walk o Koło barak był kilkukrotnie podpalany przez Niemców i gaszony przez Polaków, ostatecznie ogień z baraku przeniósł się na budynek kościoła i doprowadził do zniszczenia głównego ołtarza i rzekomo cudownego obrazu Matki Bożej. Interwencja miejscowej ludności pozwoliła powstrzymać pożar. 
Podczas walk o Koło w styczniu 1945 roku klasztor i kościół zostały poważnie uszkodzone. Jedna z wież kościoła została zburzona, uszkodzony był również blaszany dach. Większość okien była pozbawiona szyb, a niektóre były wyrwane wraz z framugami, przez jedno z okien do środka kościoła prawdopodobnie wleciał pocisk artyleryjski, który poważnie uszkodził jeden z filarów podtrzymujących chór oraz sklepienie nad nim i prawie doprowadził do jego zawalenia. Budynek klasztoru został po opuszczeniu go przez Niemców ograbiony i zdewastowany przez miejscową ludność. 
29 stycznia 1945 roku do Koła przybył nowy gwardian klasztoru – o. Franciszek Salezy Majewski. Następnego dnia odprawił on w zniszczonym kościele mszę dziękczynną w intencji mieszkańców miasta. Mieszkańcy miasta oddawali do klasztoru ukryte w okresie okupacji księgi i przedmioty, udało się także uratować ukryte w wieży monstrancję, relikwiarze i puszki. W czasie okupacji niemieckiej część przedmiotów ukryto również w filarze przy ambonie, zostały one jednak odkryte przez Niemców. 
Na początku marca 1945 roku gwardian klasztoru został mianowany administratorem parafii farnej, odpowiedzialny był także za opiekę duszpasterską w okolicznych miejscowościach, 14 marca został również administratorem parafii Trójcy Świętej w Dobrowie. W tym samym miesiącu gwałtowne wiatry zerwały dach nad prezbiterium. 11 marca 1945 roku do Koła przybył ks. Bogumił Kasprzak, który został proboszczem kolskiej parafii, poinformował on również gwardiana, że w kurii diecezjalnej w Łodzi znajdowały się zarekwirowane przez Niemców szaty liturgiczne, których w Kole brakowało i które gwardian następnie przywiózł do miasta. 12 kwietnia 1945 roku wypadkowi uległ używany przez klasztor koń z wozem, w którego przy klasztorze wjechał samochód. Za zdechłego konia klasztor otrzymał od starostwa odszkodowanie w wysokości 120 złotych, a nowego konia wypożyczył klasztorowi ślusarz Słupski. W 1945 roku do klasztoru przywieziono wyposażenie i księgozbiór ze zlikwidowanego klasztoru w Leszniowie. 
W czerwcu 1950 roku aresztowany został przez władze komunistyczne o. Józef Mrozik, po kilku tygodniach został jednak wypuszczony na wolność. W 1956 roku rozpoczęto generalny remont kościoła i klasztoru. Byli także kapelanami w kolskim szpitalu i przytułku dla starców prowadzonym przez siostry albertynki. Jesienią 1957 roku w Kole odbył się zjazd delegatek wszystkich żeńskich zgromadzeń zakonnych oraz konferencja duchowieństwa diecezji włocławskiej. W maju 1958 roku do kolskiego klasztoru miała zostać przeniesiona 8 klasa Kolegium Serafickiego z Kalwarii Zebrzydowskiej, miesiąc później zdecydowano jednak, że całe kolegium pozostanie w dotychczasowym miejscu.
W 1958 roku przeprowadzono restaurację wnętrza kościoła, remonty wież kościelnych i konserwację dachów. Od 1959 roku podjęto działania zmierzające do renowacji ołtarzy w kościele. Gwardian klasztoru przygotował on wtedy sztukę „Brylantowy krzyż”, którą wystawiano w Kole i okolicznych miejscowościach, a dochód przeznaczono na renowację ołtarzy. 
8 lipca 2018 roku w kościele odbyły się uroczystości państwowe upamiętniające 550-lecie polskiego parlamentaryzmu. Sprawowana była Msza św. z udziałem biskupów włocławskich Wiesława Meringa i Stanisława Gębickiego, a przed kościołem marszałek Sejmu Marek Kuchciński odsłonił pamiątkową tablicę.

## Kościół
W nowym kościele niewiele pozostało śladów z dawnego stylu gotyckiego. Jest to budowla w tzw. stylu jezuickim. Dwie wysokie wieże zdobią front, a mała wieżyczka stanowi dzwonnicę. Do wnętrza prowadzą dwustronne schody, pod którymi znajdowało się wejście do krypt grobowych. Barokowe wnętrze zdobi piękny ołtarz główny. Ołtarzy bocznych jest siedem. Rokokowa ambona ujęta jest w kolumny, z rzeźbą św. Franciszka na baldachimie. Sklepienie naw i kopuła prezbiterium pokryte zostały polichromią w drugiej połowie XVIII wieku, którą odnowiono w 1959 roku. Na ołtarzu Świętej Tekli znajduje się obraz Matki Boskiej, ofiarowany klasztorowi w Kole jako wotum ofiarne w okresie interregnum w 1669 roku. W kościele ponadto znajdują się dwa portrety trumienne na blasze: Anny z Tuczyńskich Łaszczowej, kasztelanowej lądzkiej z tabliczką inskrypcyjną oraz Rozalii hrabianki Gurowskiej z wierszem epitafijnym. Serce tejże hrabianki pochowane zostało w filarze naprzeciw ambony. Dużą wartość artystyczną mają obrazy: Świętej Anny w sukience drewnianej i Świętej Tekli w sukience srebrnej oraz obraz Świętego Franciszka, namalowany w 1888 roku. 
Najstarszym z zachowanych grobowców poprzedniego kościoła jest grobowiec Bartłomieja Wilczyńskiego (zm. 1591), z dokładną informacją biograficzną. W lewej nawie znajduje się grobowiec chorążego Stanisława Ruszkowskiego. Pomnik przedstawia opancerzonego rycerza w pozycji leżącej, z laską rotmistrza w ręku.
W podziemiach kościoła znajdują się symboliczne grobowce księżnej Anny sochaczewskiej i generała Franciszka Ksawerego Dąbrowskiego.

## Odpusty
- 31 maja – Nawiedzenie NMP
- 13 czerwca – św. Antoniego z Padwy
- 23 września – św. Tekla
- 4 października – św. Franciszka z Asyżu
- 8 grudnia oraz oktawa – Niepokalane Poczęcie NMP